# Norbert Verweyen
Norbert Verweyen (* 8. Oktober 1950 in Bonn) ist ein deutscher Schwimmer und Olympiateilnehmer. Der 1,90 m große und 90 kg schwere Athlet startete für die SSF Bonn 1905.
Er gewann 1970, 1971 und 1972 jeweils die deutsche Meisterschaft über 200 m Rücken.
Bei den Olympischen Spielen 1972 in München kam er auf dieser Strecke mit einer Zeit von 2:15,94 min unter 36 Teilnehmern auf Platz 25 (im Vorlauf ausgeschieden).
Verweyen ist heute Chief Executive Officer (CEO) der Firma OK Properties auf der Insel Ko Samui.